# Hyposidra rigusaria
Hyposidra rigusaria là một loài bướm đêm trong họ Geometridae.